# Ништа лично (бенд)
Ништа лично је дечји музички састав из који је представљао Србију на Дечјој песми Евровизије 2010. у Кијеву. Освојили су 10. место са песмом Онај прави.
Ништа лично настаје 2009. године, иако су се чланови познавали од раније и учествовали су као соло извођачи на разним дечијим фестивалима. Александар Саша Граић (8. јул 1995), син музичара Владимира Граића, пише музику и скоро цео текст, а Аница Цветковић (21. новембар 1996) тексту додаје женску ноту. Одлучују да оформе бенд, придружују им се Каролина Лоди (бас гитара), Петар Цветковић (бубњеви) и Уна Крлић (главна гитара), на клавијатурама је био Александар, а главни вокал је била Аница. Чланови бенда су из Ужица, Зрењанина и Београда. Песму продуцира Владимир Граић. Снимили су и енглеску верзију песме под називом Two of A Kind.
Бенд учествује на националном такмичењу за одлазак на Евровизију и побеђује са 12 поена од публике и 10 поена од жирија. У жирију су били: Душка Вучинић Лучић, Ивана Јордан, Тијана Пукановић и Марко Кон.